# Championnats d'Europe d'aviron 1925
 (mars 2024).
Si vous disposez d'ouvrages ou d'articles de référence ou si vous connaissez des sites web de qualité traitant du thème abordé ici, merci de compléter l'article en donnant les références utiles à sa vérifiabilité et en les liant à la section « Notes et références ».
Navigation
Édition précédente Édition suivante
Les championnats d'Europe d'aviron 1925, vingt-septième édition des championnats d'Europe d'aviron, ont eu lieu en 1925 à Prague, en Tchécoslovaquie.